# Ascoliocerus
Ascoliocerus là một chi bọ cánh cứng trong họ 
Elateridae.
Chi này được miêu tả khoa học năm 1930 bởi Méquignon.

## Các loài
Các loài trong chi này gồm:
- Ascoliocerus barbatus (J. R. Sahlberg, 1887)
- Ascoliocerus basalis (Motschulsky, 1859)
- Ascoliocerus fluviatilis (Lewis, 1894)
- Ascoliocerus kurilensis (Gurjeva, 1972)
- Ascoliocerus sanborni (Horn, 1871)
- Ascoliocerus saxatilis (Lewis, 1894)